# 丰有俊

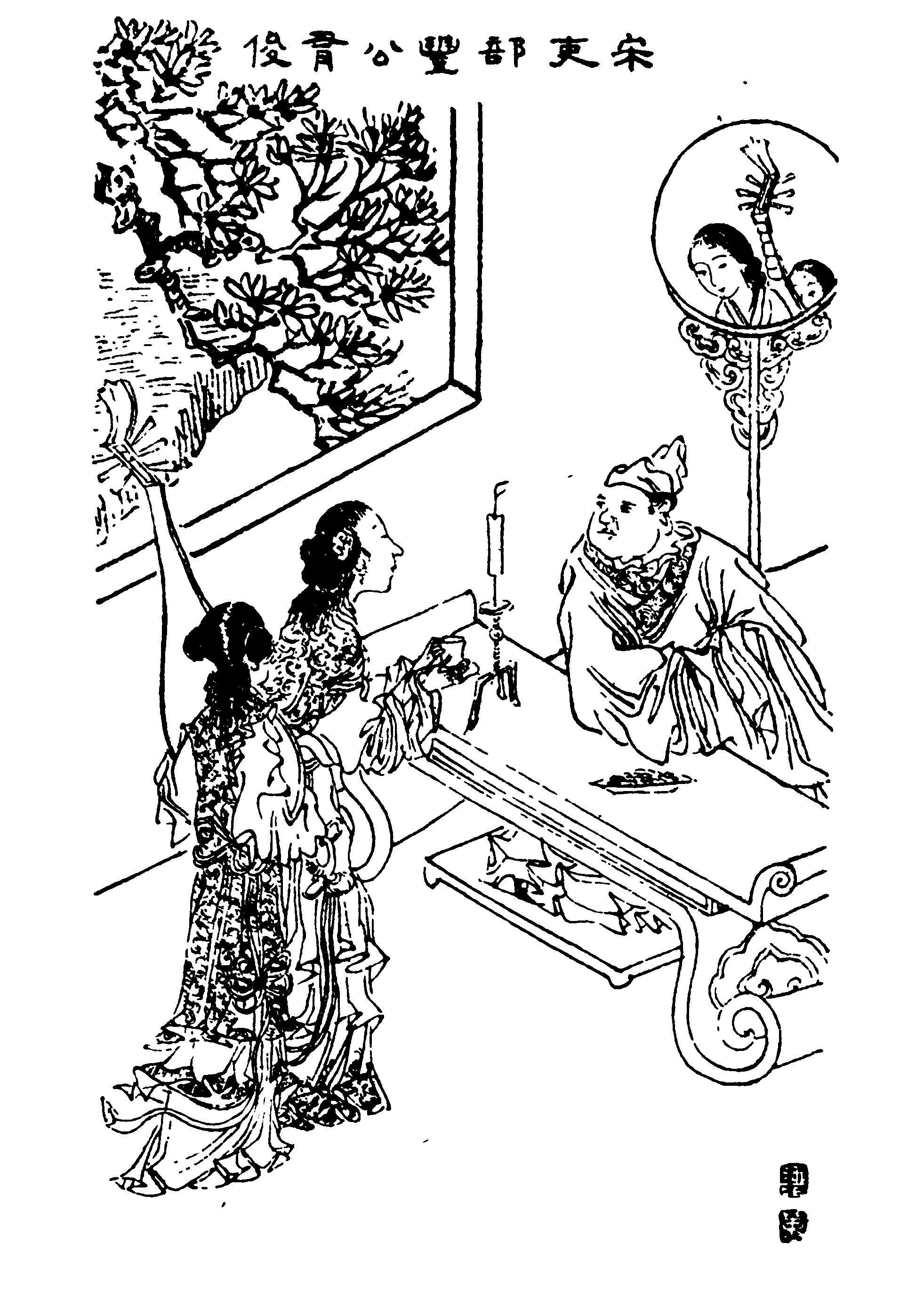
宋吏部豐公有俊（清代畫家虞琴所繪，出自《四明人鑑》）

丰有俊，生卒年待考，字宅之，庆元府鄞县（今浙江宁波市）人，南宋光宁间在世。诗人、学者、政治人物。

## 生平
生于浙东丰氏世家，丰稷四世孙，丰谊之子。宋光宗绍熙元年（1190年）登进士。任隆兴府通判时，建东湖书院（今江西南昌东湖书院）。宋宁宗嘉定四年（1211年）至六年（1213年），知建昌軍，任上兴建药局，救济地方，是宋朝官办药局的样例。宋宁宗嘉定六年（1213年），任真州知州。后历任扬州知州、镇江府知府，累官淮南安抚使，卒于任内。

## 典故
其知扬州、镇江时，故友的女儿因家道中落被卖入青楼作妓。丰施重金赎回，为她做媒，嫁予书生，并给予丰厚嫁妆，并将她当作自己亲生女儿看待，后世传为美谈 。

## 延伸閱讀
[在维基数据编辑]
 《四明人鑑·宋吏部豐公有俊》，出自《四明人鑑》